# Бякуя Кучики
Бякуя Кучики (яп. 朽木 白哉 Кутики Бякуя, Kuchiki Byakuya) — персонаж аниме и манги Блич, созданной Тайто Кубо. Бякуя является проводником душ и 28-м главой клана Кучики, одного из четырёх благородных семейств в Обществе душ, и ведёт себя, как высокомерный аристократ, — всегда флегматичен и холоден, даже если в действительности переживает внутренний конфликт. Он занял седьмую строчку в рейтинге персонажей, которые подсчитывался журналом Shonen Jump осенью 2006 года.

## Описание персонажа

### Прошлое
В молодости Бякуя отличался вспыльчивым характером и склонностью к опрометчивым действиям, о чём упоминает его дедушка.
Он был женат на сестре Рукии, Хисане (яп. 朽木 緋真 Кутики Хисана, Kuchiki Hisana), которая умерла за пятьдесят лет до начала основной сюжетной линии. Она попала в Сообщество душ с маленькой сестрой Рукией, но бросила её, чтобы выжить самой. Впоследствии Хисана беспрестанно искала Рукию, пока неизвестная болезнь не подкосила её здоровье. На смертном одре она просила Бякую всё-таки отыскать Рукию и позаботиться о ней, но не говорить об их родстве. Хисана считала, что из-за своего предательства недостойна зваться сестрой Рукии.

### Дальнейшие события
Первый раз Бякуя появляется в качестве сопровождающего Рэндзи Абарая, своего лейтенанта, которому было поручено взять под арест Рукию Кучики, как преступницу, которая передала свои силы проводника душ человеку. Ичиго поспешил отбить Рукию и даже смог победить Рэндзи, но тут вмешался Бякуя, который разрубил меч Куросаки, и тут же использовал свой излюбленный приём сэнка. Ничего не понявший Ичиго остался умирать под дождём; когда он попытался остановить Рукию, та отреклась от него, желая облегчить его участь. Чуть позже Бякуя с непроницаемым лицом сообщает Рукии приговор Совета 46: казнь через 25 дней. Выходя от неё, он встречает двух других капитанов, Гина Ичимару и Кэмпати Зараки. Гин откровенно издевается над Кучики, называя его хладнокровие «примером поведения проводника душ».
Вскоре после этого Бякуя встречается с Ичиго, который пришёл под стены белой башни. Бякуя отметил, что Ичиго сильно вырос, но Ёруити Сихоин, явившаяся следом за Куросаки, уводит того от встречи с Бякуей, зная, что Ичиго всё равно слишком слаб для серьёзной битвы. Вновь Бякуя встретил Ичиго у места казни Рукии, Сокёку, куда Ичиго пришёл её освобождать. Разъярённый тем, что Ичиго втаптывает его гордость в грязь, чрезвычайно быстро обучаясь новым навыкам, и, в первую очередь банкаю (для овладения которым обычно нужны десятки лет), Бякуя перестаёт сдерживаться и обрушивает на Ичиго всю доступную ему силу.
Бой, тем не менее, фактически завершается вничью — но Бякуя, уступив Ичиго в последнем натиске, признаётся ему, что просто не мог преступить закон Общества Душ, ослушавшись приказа казнить Рукию. Но встреча с Куросаки изменила мнение Бякуи, и когда произошло восстание капитана Айдзэна, Бякуя защитил Рукию от удара своим телом. Потрясённая Рукия позже узнала от брата, что Бякуя был женат на её сестре Хисане, которая очень просила Бякую позаботится о ней, Рукии. Но Бякуя, взяв в жёны простолюдинку, нарушил закон и поклялся на могиле родителей более никогда его не нарушать — из-за чего и оказался в затруднительном положении, когда Рукию схватили за преступление.
Во время войны с Айдзэном и его арранкарами Бякуя вместе с Кэмпати Ззараки, Рэцу Уноханой и Маюри Куроцути прибывают в Уэко Мундо. Сначала он побеждает одного из членов Эспады Зоммари Руру. После он вместе с Дзараки одолевает другого члена Эспады Ямми Льярго, у которого был самый высокий уровень рэйацу. После сражения с Айдзэном, Бякуя и остальные проводники душ возвращаются в Сообщество душ.
Спустя 17 месяцев Бякуя вместе с Кэмпати Дзараки, Тосиро Хицугаей, Иккаку Мадарамэ, Рэндзи и Рукией приходят на помощь к Ичиго, когда Куго Гиндзё забрал у него всю оставшуюся силу синигами. Бякуя, как и другие синигами, передал свою рэйацу Ичиго, и тот вернул себе утраченную силу синигами. Позже Бякуя побеждает Сюкуро Цукисиму — члена Xcution, после чего возвращается в Сообщество душ.
Во время вторжения Ванденрейха в Общество Душ сражался со Штернриттером «F» — Эсом Нотом. Эсу удалось украсть банкай Бякуи и, после того, как ему не удалось победить Бякую при помощи своей особой способности (вызывать первобытный страх), использовал украденный банкай. В результате этого Бякуя оказался при смерти и впал в кому. Прибывший в Сэйрэйтэй Нулевой отряд забрал его во Дворец Короля Душ, вместе с Рендзи, Рукией и Ичиго. Там он прошёл лечение и восстановление, после чего отправился обратно в Сэйрэйтэй. Во время второй атаки Ванденрейха помог сестре победить Эса Нота, чуть позже одолел ещё нескольких Штернриттеров. После того, как Яхве захватил Дворец Короля Душ и поглотил его самого, Бякуя вместе с остальными синигами отправился туда, где вступил в сражение с членом Элитной гвардии Яхве, Жераром Валькирией.

### Внешность и характер
Бякуя невозмутимо спокоен и в спорах, и в сражениях. Он чтит букву закона и полагает, что должен подавать пример другим семействам в служении миру и порядку. «Каждый, кто нарушит покой Общества душ, понесет наказание», говорит Бякуя лидеру баунто Он чувствует свою ответственность перед законом и считает, что если глава влиятельного клана не будет соблюдать закон, то никто не будет.
Бякуя популярен среди женщин-проводников душ и стал первым в списке «капитанов, с которыми мы хотим издать фотоальбом». Ему нравятся колокольчики, ночные прогулки и острая еда. Он носит стандартную униформу проводников душ и белый капитанский хаори поверх неё. Прическа Бякуи называется «Кэнсэйкан». Его шарф «Гимпаку Кадзахана-но Усугину» (яп. 銀白風花の紗, Шёлк серебристо-бледного дикого цветка), сделанный из серебристо-белого шёлка (в аниме имеет зеленоватый оттенок), передаётся из поколения в поколения главам клана и стоит баснословную сумму: за такие деньги можно было бы построить десять усадеб. Впрочем, в интервью Тайто Кубо говорил, что жизнь аристократии в Обществе душ практически ничем не отличается от быта обычных горожан. Бякуя является примером для всех проводников душ, находящихся у него в подчинении. Шестой отряд славится суровыми нравами в отношении дисциплины и порядка. В новых главах внешность Бякуи меняется, у него появляется новый хаори с длинным воротником, украшенный золотистыми полосками у краёв. Волосы стали длиннее, теперь на них новые белые сетки, которые кэйсэнканом не являются.

### Боевые навыки
Бякуя мастерски владеет сюмпо (яп. 瞬歩, «мерцающий шаг»), которому обучался у Ёруити Сихоин. Ёруити также научила его некоторым техникам собственного изобретения, включая уцусэми (яп. 空蝉, «сброшенная кожа цикады»). Это усовершенствованная техника сюмпо, которая создаёт небольшую иллюзию: кажется, что цель никуда не двигалась и находится на прежнем месте. Применивший уцусэми может моментально переместиться в пространстве, оставив на прежнем месте свой точный образ. Этот приём может помочь не только уйти от атаки противника, но и ввести его в заблуждение.
По словам Рэндзи, любимый приём Бякуи — сэнка (яп. 閃花, «цветок молнии»), шаг сюмпо, совмещённый с двумя быстрыми ударами по жизненно важным точкам — Хакусуй (яп. 魄睡, «сон души») (источник духовной силы) и Сакэцу (яп. 魄睡, «звено цепи») (её ускоритель). Даже если жертва выживет, то никогда больше не сможет использовать духовную энергию. Бякуя владеет магией синигами кидо́ (яп. 鬼道, «искусство демонов», букв. «путь демона») на очень высоком уровне, может использовать бакудо № 81 Данку (яп. 斷空 Dankū, «Разделяющая пустота») без предварительного произнесения заклинания. Его любимые заклинания — бакудо № 61 Рикудзёкоро (яп. 六杖光牢 Rikujōkōrō, «Тюрьма из шести полос света») и хадо № 33 Сокацуй (яп. 蒼火墜 Sōkatsui, «Падение синего огня»).
Дзанпакто Бякуи носит имя Сэмбондзакура (яп. 千本桜 Senbonzakura, «Тысяча Цветущих лепестков
»), что является отсылкой к названию старинной японской пьесы «Ёсицунэ сэмбондзакура». Сикай активируется по команде «Осыпайся» (яп. 散れ тирэ). Меч рассыпается на тысячи маленьких и тонких лезвий, за которыми не может уследить человеческий глаз. Однако они отражают падающий свет таким образом, что кажутся розовыми, поэтому внешне напоминают лепестки вишнёвого дерева. Бякуя при помощи рукояти меча контролирует летящие лезвия.
Банкай называется Сэмбондзакура Кагэёси (яп. 千本桜景厳 Senbonzakura Kageyoshi, «Величественный пейзаж тысячи вишнёвых деревьев»). Бякуя вертикально погружает Сэмбондзакуру в землю, а затем оттуда начинают подниматься огромные мечи, которые рассыпаются на бесчиленное количество лезвий. Бякуя управляет ими, как волнами, атакуя или отражая удары противника. Если направлять лезвия руками, скорость удваивается. Однако банкай этим не ограничивается, у него есть несколько именованных техник:
- Сэнкэй, Сэмбондзакура Кагэёси (яп. 殲景 千本桜景厳 сэнкэй, сэмбондзакура кагэёси, «Сцена истребления») фокусирует всю силу меча на нападении. Бякуя называет эту технику «истинной формой Сэнбондзакуры». Лезвия формируют тысячу мечей, которые четырьмя рядами ограничивают сферическую область вокруг Бякуи и его противниками. После тренировки во Дворце Короля душ количество формируемых мечей значительно увеличилось. Бякуя поклялся, что использует эту технику только против тех, к кому он питает особую ненависть и захочет убить собственными руками. Поэтому Бякуя предпочитает призвать один из мечей в свои руки и сражаться им, хотя он может ментально контролировать сразу все мечи.
  - Икка Сэндзинка (яп. 一咬 千刃花 икка сэндзинка) — секретная техника Сэнкея. Бякуя заставляет все мечи атаковать одну цель одновременно со всех сторон.
- Гокэй, Сэмбондзакура Кагэёси (яп. 吭景 千本桜景厳 го:кэй, сэмбондзакура кагэёси, «Поглощающая сцена») заключает противника всеми лезвиями в огромную сферу, после чего они атакуют противника со всех сторон, не оставляя шансов увернуться[14]. Самому Бякуе приходится использовать сюмпо, чтобы уйти от ударной волны атаки.
- Сэмбондзакура Кагэёси, Сюкэй: Хакутэйкэн (яп. 千本桜景厳 終景: 白帝剣 сэмбондзакура кагэёси, сю:кэй: хакутэйкэн, «Финальная сцена: Меч Белого императора») сжимает все лезвия в один сияющий белый клинок, значительно увеличивая атакующую мощь. Тогда вокруг Бякуи появляются белые крылья из духовной энергии[15].

Однако у Сэмбондзакуры есть одно слабое место, называемое Безопасной зоной, радиус которой насчитывает 85 сантиметров, таким образом Сэмбондзакура защищает своего хозяина от лезвий, направленных на противника. Но Бякуя может позволить лезвиям проникать и в эту зону, соответственно, рискуя быть раненым своим же мечом.
В филлере «Материализация дзанпакто» Сэмбондзакура предстаёт в виде воина, который очень напоминает самого Бякую, одетого в самурайские доспехи сиреневого цвета и с оскаленной маской на лице.

## Упоминания в других произведениях
Бякуя присутствует в анимационных фильмах Bleach: Memories of Nobody и в Bleach: The DiamondDust Rebellion, а также является игровым персонажем практически в каждой видеоигре по Bleach, за исключением первой Bleach: Heat the Soul.